# Scytodes arenacea
Espèce
Scytodes arenacea est une espèce d'araignées aranéomorphes de la famille des Scytodidae.

## Distribution
Cette espèce se rencontre en Namibie et en Afrique du Sud au Cap-du-Nord,.

## Description
La femelle holotype mesure 4,8 mm.
Le mâle décrit par Purcell en 1908 mesure 3,75 mm et les femelles de 3,5 à 4,25 mm.

## Publication originale
- Purcell, 1904 : Descriptions of new genera and species of South African spiders. Transactions of the South African Philosophical Society, vol. 15, p. 115-173 (texte intégral).